# Campeonato Mundial Femenino de Ajedrez 1949
El 10º Campeonato mundial femenino de ajedrez se desarrolló entre finales de diciembre de 1949 y principios de 1950 en Moscú. Fue el primer campeonato del mundo celebrado posterior al inicio de la Segunda Guerra Mundial. También fue el primero desde la muerte de Vera Menchik en 1944. Desde entonces, el título había quedado vacante. La campeona de esta edición fue Liudmila Rudenko.

## Resultados
|    | Jugadora                 | 1 | 2 | 3 | 4 | 5 | 6 | 7 | 8 | 9 | 10 | 11 | 12 | 13 | 14 | 15 | 16 | Pts. |
| -- | ------------------------ | - | - | - | - | - | - | - | - | - | -- | -- | -- | -- | -- | -- | -- | ---- |
| 1  | Liudmila Rudenko         | - | 1 | 1 | ½ | ½ | ½ | ½ | 1 | 1 | 1  | 1  | 0  | 1  | 1  | ½  | 1  | 11½  |
| 2  | Olga Rubtsova            | 0 | - | 1 | 1 | ½ | ½ | ½ | 0 | ½ | 1  | 1  | 1  | 1  | 1  | 1  | ½  | 10½  |
| 3  | Elisaveta Bykova         | 0 | 0 | - | ½ | 1 | 1 | 1 | 1 | 0 | 1  | ½  | 1  | ½  | 1  | ½  | 1  | 10   |
| 4  | Valentina Belova         | ½ | 0 | ½ | - | 1 | 1 | 1 | 0 | 0 | 0  | 1  | 1  | 1  | 1  | 1  | 1  | 10   |
| 5  | Edith Keller-Herrmann    | ½ | ½ | 0 | 0 | - | 1 | 0 | 1 | 1 | ½  | 1  | 1  | 0  | 1  | 1  | 1  | 9½   |
| 6  | Eileen Betsy Tranmer     | ½ | ½ | 0 | 0 | 0 | - | 1 | 1 | 1 | ½  | ½  | 1  | 1  | 1  | ½  | 1  | 9½   |
| 7  | Chantal Chaudé de Silans | ½ | ½ | 0 | 0 | 1 | 0 | - | 1 | 0 | ½  | 1  | 1  | 1  | 1  | 1  | 1  | 9½   |
| 8  | Fenny Heemskerk          | 0 | 1 | 0 | 1 | 0 | 0 | 0 | - | 1 | ½  | ½  | 1  | 1  | ½  | 1  | ½  | 8    |
| 9  | Clarice Benini           | 0 | ½ | 1 | 1 | 0 | 0 | 1 | 0 | - | 0  | 0  | 0  | ½  | 1  | 1  | 1  | 7    |
| 10 | Jozsa Langos             | 0 | 0 | 0 | 1 | ½ | ½ | ½ | ½ | 1 | -  | ½  | 0  | 0  | 0  | 1  | ½  | 6    |
| 11 | María Teresa Mora        | 0 | 0 | ½ | 0 | 0 | ½ | 0 | ½ | 1 | ½  | -  | 1  | 1  | 1  | 0  | 0  | 6    |
| 12 | Gisela Kahn Gresser      | 1 | 0 | 0 | 0 | 0 | 0 | 0 | 0 | 1 | 1  | 0  | -  | 1  | 0  | 0  | 1  | 5    |
| 13 | Nina Grushkova-Belska    | 0 | 0 | ½ | 0 | 1 | 0 | 0 | 0 | ½ | 1  | 0  | 0  | -  | ½  | 1  | ½  | 5    |
| 14 | Mona May Karff           | 0 | 0 | 0 | 0 | 0 | 0 | 0 | ½ | 0 | 1  | 0  | 1  | ½  | -  | 1  | 1  | 5    |
| 15 | Ingrid Larsen            | ½ | 0 | ½ | 0 | 0 | ½ | 0 | 0 | 0 | 0  | 1  | 1  | 0  | 0  | -  | 1  | 4½   |
| 16 | Róża Germanova           | 0 | ½ | 0 | 0 | 0 | 0 | 0 | ½ | 0 | ½  | 1  | 0  | ½  | 0  | 0  | -  | 3    |